# Stéphane Pacaud
Pour les articles homonymes, voir Pacaud.
Stéphane Pacaud, né le 17 septembre 1978 dans la région du Creusot, est un informaticien français, connu pour être propriétaire de sites pornographiques tels que XVideos et XNXX, de studios comme Bang Bros, de magazines tels que Penthouse et d'entreprises comme Private.
Peu de choses sont connues à son propos car il n'accordait pas d'interview à la presse par manque de « confiance » et de « respect » envers les médias. Il accorde finalement une interview à BFM TV en 2019,. Il aurait vécu à Manille en 2008 et autour de Zurich en 2012, avant de s'installer à Prague en Tchéquie en 2009. Il se lance dans l'industrie pornographique au début des années 2000.
D'après Challenges, sa fortune serait de 500 millions d'euros, ce qui le classerait dans le top 500 des personnalités françaises les plus riches.
Dans le milieu de la pornographie, il est accusé — parfois devant la justice — d'avoir diffusé illégalement du contenu sans accord de leurs propriétaires à ses débuts, d'abus sexuels commis par ses équipes pendant des tournages et de laisser des vidéos pédocriminelles en ligne. Il est également critiqué pour l'opacité du fonctionnement de son groupe WGCZ.
Le 17 juillet 2025, le journal Le Monde relève que derrière "un montage complexe de sociétés" son groupe WGCZ serait le réel propriétaire de l'entreprise français Jacquie et Michel (J & M) contrairement à ce que la société expliquait à l'époque.